# اندیس کوه سفید
کوه سفید یک اندیس فلزی است که در حوالی شهر نهبندان استان خراسان قرار دارد و مادهٔ معدنی موجود در آن، مس است.سنگ میزبان این اندیس پریدوتیت ،گابرو است  در این اندیس، پاراژنز‌های پیریت یافت می‌شوند.